# 布维尼-布瓦耶夫勒
布维尼-布瓦耶夫勒（法語：Bouvigny-Boyeffles）是法国北部-加来海峡大区加来海峡省的一个市镇，属于朗斯区和比利莱米讷县。该市镇2009年时的人口为2,403人。

## 人口
布维尼-布瓦耶夫勒人口变化图示
| 数据来源：INSEE |